# パンプキンポテトフライ
パンプキンポテトフライは、かつてホリプロコムに所属していたお笑いコンビ。2013年結成、2025年解散。目黒笑売塾（現・ホリプロ笑売塾）11期出身。

## メンバー
谷 拓哉（たに たくや、1992年1月7日 - ）（33歳）
ツッコミ・ネタ作り担当。
兵庫県神戸市出身。身長174 cm、体重50 kg。血液型はA型。
趣味はサッカー、歯磨き。特技は歯を綺麗に保つこと。
一切の仕事をせず、ヒモとして生活していた時期がある。
コンビ解散後は「とりあえず谷」の芸名でピン芸人として活動する傍ら、2025年6月からは九条ジョー（元コウテイ→元レ・ヴァン）とのユニットとしても活動している。

山名 大貴（やまな だいき、1991年8月20日 - ）（33歳）
ボケ担当。
兵庫県出身。身長165 cm、体重54 kg。血液型はA型。
趣味はバスケットボール、漫画、野球観戦。特技はバク転、交通誘導。
コンビ解散と同時に芸能界を引退。

## 来歴
兵庫県立兵庫高等学校の同級生。卒業後は共に進学せず、NSCに入ろうと考えていたが何もしない時期が続いた後に上京を思い立ち、折角東京でやるならと吉本興業以外の事務所を選んだ。プロダクション人力舎は養成所の学費が高かったためホリプロかワタナベエンターテインメントを検討したが、地元の知り合いがワタナベに入ると言い出したためホリプロを選んだ。
コンビ名はファミリーレストランのメニューでパンプキンスープとフライドポテトを見つけ、とにかくダサくてつまらなさそうなコンビ名だがいざネタを見ればめちゃくちゃ面白いというのを狙い、2つの料理名をくっつけて名付けたのが由来。他のコンビ名候補には「国際大会」「ハーンバーグ」「オームライス」があり、「国際大会」の場合は個人名も「グランプリ」と「ノミネート」に改めるつもりだった。
高校3年時の文化祭にて、現在朝日放送テレビでアナウンサーとして務めている福井治人と3人でコントを披露していた。当時のトリオ名は「アオブダイ」だった。また、『ハイスクールマンザイ』では「ランドマーク」というコンビ名で出場していた。
2025年1月17日、同年3月末をもって解散することを発表し、同年3月31日に解散。

## 芸風
主に漫才。山名のシュールなボケと、谷の関西弁と標準語を入り交ぜたスローテンポな喋りによる独特のツッコミを特徴とする。

## 出囃子
- パスピエ「スーパーカー」

## 賞レース等での成績

### M-1グランプリ
| 年度             | 結果         | エントリー No. | 会場                   | 備考     |
| ---------------- | ------------ | -------------- | ---------------------- | -------- |
| 2015年（第11回） | 2回戦進出    | 2571           | 雷5656会館ときわホール |          |
| 2016年（第12回） | 2回戦進出    | 3280           | 雷5656会館ときわホール |          |
| 2017年（第13回） | 2回戦進出    | 1096           | 雷5656会館ときわホール |          |
| 2018年（第14回） | 2回戦進出    | 1210           | 雷5656会館ときわホール |          |
| 2019年（第15回） | 3回戦進出    | 1934           | ルミネtheよしもと      |          |
| 2020年（第16回） | 2回戦進出    | 1143           | よしもと有楽町シアター |          |
| 2021年（第17回） | 準々決勝進出 | 979            | ルミネtheよしもと      | [ 注 1 ] |
| 2022年（第18回） | 準々決勝進出 | 1799           | ルミネtheよしもと      |          |
| 2023年（第19回） | 準々決勝進出 | 5461           | ルミネtheよしもと      |          |
| 2024年（第20回） | 3回戦進出    | 6901           | KANDA SQUARE HALL      |          |

### その他
- 2013年 R-1ぐらんぷり2013 - 1回戦敗退（谷、山名）[注 2]
- 2016年 キングオブコント2016 - 2回戦進出[19][注 3]
- 2021年 第42回ABCお笑いグランプリ - 決勝進出[20][注 4]
- 2022年 ツギクル芸人グランプリ2022 - 決勝進出[22]
- 2022年 第43回ABCお笑いグランプリ - 最終予選進出[23]
- 2023年 第2回 つかみ-1グランプリ 準優勝

## 出演

### テレビ
- 水曜日のダウンタウン（TBSテレビ 2016年8月3日[24]、2021年11月17日[25]、2022年4月13日[26]、2023年5月24日、2024年4月17日・6月12日・7月10日(山名のみ)）
- スッキリ（日本テレビ、2019年1月10日）
- 目指せ!! アウトレット芸人6総集編（千葉テレビ、2020年1月1日）
- ひるどき情報ちば（NHK千葉、2020年1月30日、3月26日）
- 女の揉めごとお笑いバトル いざこざの花園（フジテレビ、2021年4月2日・7日・8日）
- 芸人動画チューズデー（テレビ東京、2021年4月27日）
- 映画「地獄の花園」公開記念スペシャルナイト（フジテレビ、2021年5月22日深夜[27]）
- 世界一短いネタ番組 15ビョーーーン（テレビ東京、2021年6月6日[28]）
- そろそろ にちようチャップリン（テレビ東京、2021年7月10日）
- 第42回ABCお笑いグランプリ（朝日放送、2021年7月11日[29]）
- オンエア決めろ! -笑武-（BSJapanext、2022年6月7日）
- だが、情熱はある（日本テレビ、2023年4月23日） - お笑いコンビ・ヘッドリミット 役
- オールスター後夜祭（TBS、2024年4月7日・10月6日・2025年3月30日）- 第12回では解散前日に谷が総合1位となり賞金5万円を獲得し、有終の美を飾った。
- 音ボケPOPS（TOKYO MX、2024年7月6日 - ） - MC（不定期）

### ラジオ
- サンドウィッチマンの天使のつくり笑い（NHKラジオ第1放送、2019年8月30日）
- GERA NEXT 第16弾（GERA放送局、2020年11月29日[30][31][32]）
- パンプキンポテトフライのたっくんラジオ（stand.fm、2020年11月26日 - ）
- さまぁ〜ずのさまラジ（ニッポン放送、2022年7月2日）- 電話出演。「改名したい」という触れ込みの相談の下、系列の事務所の先輩で改名経験もあるさまぁ〜ずに相談する。
- ブクロフライ!!! by stand.fm（ラジオ関西、2022年9月5日〈4日深夜〉 - 2023年1月30日〈29日深夜〉[33]）
- パンプキンポテトフライのオールナイトニッポンPODCAST（ニッポン放送、2022年10月[34]）
- N93 パンプキンポテトフライの剣（TBS Podcast、2023年4月4日[35] - 2024年3月26日、2024年5月21日 - ）